# Halyna Kolotnytska
Halyna Kolotnytska (em ucraniano:  Галина Колотницька, nascida Halyna Koschiy em 1972) é uma enfermeira ucraniana e membro da missão antártica da Ucrânia. Ela é conhecida pela associação na Líbia com Muammar al-Gaddafi.

## Biografia
Kolotnytska nasceu em Brovary em 1972. Ele se graduou em Kyiv e passou a trabalhar como enfermeira desde então. O marido de Kolotnytska, eletricista em uma fábrica local, morreu em 1992, depois que Kolotnytska se transladou para a missão antártica da Ucrânia para servir como cozinheira. Lá, ela foi descrita como "quem cozinha maravilhosamente" e "duramente cumpria as regras de higiene". Kolotnytska mudou-se para a Líbia em 2001, com a ajuda de uma agência de médicos adquiridos no exterior, onde primeiro trabalhou em um hospital e depois passou a servir Gaddafi Nesse momento a ucrânia era uma origem dos médicos da Líbia, uma vez que os salários na Líbia eram maiores que na Ucrânia. Estima-se que existam cerca de 500 enfermeiros e médicos ucranianos na Líbia em 2011.